# Пирпонт (Јужна Дакота)
Пирпант (енгл. Pierpont) град је у америчкој савезној држави Јужна Дакота.

## Демографија
По попису из 2010. године број становника је 135, што је 13 (10,7%) становника више него 2000. године.
| Група             | 2000.       | 2010.       |
| Белци             | 121 (99,2%) | 129 (95,6%) |
| Афроамериканци    | 0 (0,0%)    | 1 (0,7%)    |
| Азијати           | 0 (0,0%)    | 0 (0,0%)    |
| Хиспаноамериканци | 0 (0,0%)    | 2 (1,5%)    |
| Укупно            | 122         | 135         |